# Şehmus Özer
Şehmus Özer (* 10. Mai 1980 in Ergani; † 19. Dezember 2016 in Elazığ) war ein türkischer Fußballspieler. Da drei Brüder von ihm ebenfalls als Fußballspieler im Profifußball tätig sind, war er im türkischen Fußball als Mitglied der Özer Kardeşler (dt.: Gebrüder Özer) bekannt.

## Karriere
Şehmus Özer entstammte einer Fußballerfamilie. Seine jüngeren Brüder Zülküf Özer, Nezir Özer und Sadettin Özer sind ebenfalls als Profifußballer aktiv. Insgesamt hatte er acht Geschwister.
Özer begann mit dem Vereinsfußball in der Jugend von Erganispor. Im Sommer 1998 erhielt er hier einen Profivertrag und wurde in den Profimannschaftskader aufgenommen. Hier schaffte er auf Anhieb den Sprung in die Stammformation. Nachdem er hier eine Spielzeit durchgängig aktiv gewesen war, wechselte er zum Zweitligisten Malatya Belediyespor. Nach einem Jahr wechselte er zum Stadtrivalen Malatyaspor. Hier kam er als Ergänzungsspieler gelegentlich zum Einsatz. Man erreichte zum Saisonende durch den Gewinn der TFF-1.-Lig-Play-offs den indirekten Aufstieg in die Süper Lig. In der Süper Lig fristete er eher ein Reservistendasein, sodass er die Rückrunde der Saison als Leihgabe bei Kayserispor verbrachte.
2002/03 verließ er Malatyaspor und heuerte beim Zweitligisten Gümüşhane Doğanspor an. Nachdem er mit diesem Verein zum Saisonende den Klassenerhalt verpasst hatte, wechselte er innerhalb der Liga zu Mardinspor. Hier etablierte er sich sofort als Leistungsträger und war vier Spielzeiten durchgängig aktiv.
Anschließend ging er zum Zweitligisten Karşıyaka SK und erlebte mit 13 Treffern in 31 Ligaspielen seine bis dahin erfolgreichste Saison.
Zum Saisonende verließ er Karşıyaka und wechselte zum Stadtrivalen Altay İzmir. Hier spielte er zwei Saisons und verpasste zweimal erst in den TFF-1.-Lig-Play-offs den Aufstieg in die Süper Lig erst in letzter Instanz.
Im Sommer 2010/11 wechselte er zum Zweitligisten Mersin İdman Yurdu und erreichte mit diesem Verein zum Saisonabschluss die Meisterschaft der TFF 1. Lig und damit den direkten Aufstieg in die Süper Lig.
Nachdem sein Einjahresvertrag mit Mersin İdman Yurdu abgelaufen war, wurde sein Vertrag nicht verlängert. So wechselte Özer zur anstehenden Spielzeit zum Zweitligisten Akhisar Belediyespor. Hier erreichte man völlig überraschend die Meisterschaft der TFF 1. Lig und damit ebenfalls den direkten Aufstieg in die Süper Lig. Mit seinen elf Saisontreffern war er der beste Torschütze seines Teams und hatte maßgeblichen Anteil an diesem Erfolg. Zum Saisonende löste er nach gegenseitigem Einvernehmen seinen laufenden Vertrag auf und trennte sich von Akhisar Belediyespor.
Anfang September 2012 wurde sein Wechsel zum Zweitligisten Şanlıurfaspor bekanntgegeben. Zur Winterpause der Spielzeit 2012/13 verließ er Şanlıurfaspor und wechselte innerhalb der Liga zu Karşıyaka SK. Beim Lokalderby vom 26. Spieltag gegen Göztepe Izmir kam es zu mehreren Auseinandersetzungen auf dem Spielfeld. Da Özer den Schiedsrichter Hüseyin Sabancı trotz Ermahnung mehrfach attackierte, wurde er von türkischen Fußballverband für 14 Spiele gesperrt.
Zur neuen Saison wechselte er in die TFF 2. Lig zum Stadtrivalen Altay İzmir. Bei diesem Verein war Özer bereits zwischen 2008 und 2010 aktiv.
Zur Saison 2014/15 heuerte Özer beim Drittligisten Diyarbakır Büyükşehir Belediyespor, einem Verein seiner Heimatprovinz Diyarbakır, an.

## Tod
Şehmus Özer wurde in der Nacht vom 19. Dezember 2016 als vermisst gemeldet und zwei Tage später tot aufgefunden. Es stellte sich heraus, dass das von ihm selbst gelenkte Geländefahrzeug während einer Fahrt unter schlechten Wetterbedingungen von Malatya nach Diyarbakır von der Fahrbahn abgekommen und in eine etwa 100 Meter tiefe Schlucht gestürzt war.

## Erfolge
Mit Malatyaspor
- Play-off-Sieger der TFF 1. Lig und Aufstieg in die Süper Lig: 2000/01

Mit Mersin İdman Yurdu
- Meister der TFF 1. Lig und Aufstieg in die Süper Lig: 2010/11

Mit Akhisar Belediyespor
- Meister der TFF 1. Lig und Aufstieg in die Süper Lig: 2011/12